# Toroidale-Poloidale Zerlegung
Die Toroidale-Poloidale Zerlegung ist eine Zerlegung eines dreidimensionalen, divergenzfreien Vektorfeldes, z. B. des Erdmagnetfeldes, in zwei Anteile, die jeweils nur von einem eindeutigen Skalarfeld abhängen.

## Zerlegung

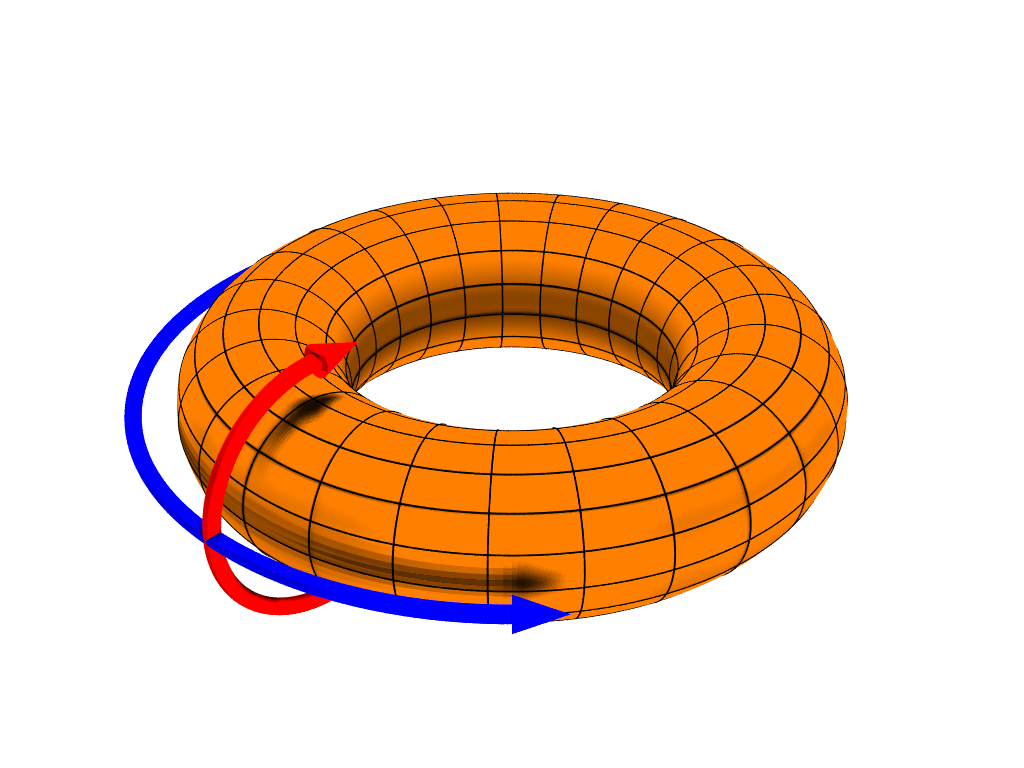
In diesem Diagramm wird die poloidale Richtung (') in rot angezeigt. Die toroidale Richtung (' oder ') ist blau dargestellt.

Die Zerlegung geht von einem Vektorpotential {\displaystyle {\vec {A}}} des dreidimensionalen divergenzfreien Vektorfeldes {\displaystyle {\vec {F}}} aus. Divergenzfrei bedeutet, dass {\displaystyle \operatorname {div} {\vec {F}}=0} ist, bzw. anschaulich, dass das Feld keine Quellen und Senken hat. Ein Beispiel für ein divergenzfreies Feld ist die magnetische Flussdichte. Das Vektorpotential des Vektorfeldes ist so definiert, dass die Rotation des Potentials das Vektorfeld ergibt:
{\displaystyle {\vec {F}}=\operatorname {rot} {\vec {A}}}
Das Potential lässt sich in eine radiale {\displaystyle {\vec {A}}_{r}} und eine tangentiale Komponente {\displaystyle {\vec {A}}_{t}} aufteilen.
{\displaystyle {\vec {A}}={\vec {A}}_{r}+{\vec {A}}_{t}=\Psi {\vec {e}}_{r}+{\vec {e}}_{r}\times {\vec {A}}_{2}}
Dabei stellt {\displaystyle {\vec {e}}_{r}} einen für die Geometrie des Problems geeigneten Einheitsvektor dar. Für sphärische Geometrie bietet sich der Einheitsvektor in radialer Richtung an.
Durch geeignete Wahl des poloidalen Vektorpotentials {\displaystyle {\vec {A}}_{2}} lässt es sich aus einem Divergenzfeld ableiten, ohne dass das Magnetfeld geändert wird.
{\displaystyle {\vec {A}}_{2}=-\nabla \chi }
Das Vektorfeld {\displaystyle {\vec {F}}} erhält damit die Form
{\displaystyle {\vec {F}}=\operatorname {rot} (\Psi {\vec {e}}_{r})+\operatorname {rot} \operatorname {rot} (\chi {\vec {e}}_{r})}
und kann somit durch die beiden skalaren Potentiale {\displaystyle \Psi } und {\displaystyle \chi } beschrieben werden.

## Toroidales Feld
Das toroidale Feld {\displaystyle T} ergibt sich aus der Rotation des Vektorpotentials {\displaystyle {\vec {A}}_{r}}:
{\displaystyle T=\operatorname {rot} {\vec {A}}_{r}=\operatorname {rot} \Psi {\vec {e}}_{r}.}
Durch Ausmultiplizieren der Rotation in Kugelkoordinaten sieht man, dass das Feld keine radialen Anteile hat:
{\displaystyle T=\operatorname {rot} {\vec {A}}_{r}={\frac {1}{\sin \theta }}{\frac {\partial \Psi }{\partial \varphi }}{\vec {e}}_{\theta }-{\frac {\partial \Psi }{\partial \theta }}{\vec {e}}_{\varphi }}
Das Feld ist auf der Kugeloberfläche divergenzfrei. Es gibt keine radiale Feldkomponente. Toroidale Magnetfelder können von poloidalen Strömen angetrieben werden und umgekehrt. Das bedeutet in der Geophysik, dass die von in der Erde und in Ozeanen fließenden Wirbelströmen erzeugten toroidalen Magnetfelder an der Erdoberfläche null sind.
Der Begriff toroidal leitet sich aus der Torusform dieser Felder in rotationssymmetrischen Systemen ab – die Feldlinien verlaufen in Kreisen. Für die Beschreibung allgemeiner toroidaler Felder ist er daher missverständlich.

## Poloidales Feld
Das poloidale Feld {\displaystyle P} entsteht aus der Rotation des Vektorpotentials {\displaystyle {\vec {A}}_{t}}.
{\displaystyle P=\operatorname {rot} {\vec {A}}_{t}=-\operatorname {rot} ({\vec {e}}_{r}\times \nabla \chi )}
Es hat sowohl radiale als auch tangentiale Komponenten. Der Begriff leitet sich aus der Dipol-Form beim Erdmagnetfeld ab. Da das toroidale Magnetfeld der Erde nur in ihr auftritt, beschreibt das poloidale Feld das Erdmagnetfeld oberhalb der Erdoberfläche vollständig.

## Beispiele

### Zentraler Dipol
Das Feld eines magnetischen Dipols mit Dipolmoment {\displaystyle {\vec {m}}} im Koordinatenursprung hat ein magnetisches Vektorpotential
{\displaystyle {\vec {A}}({\vec {r}})={\frac {\mu _{0}}{4\pi }}\,{\frac {{\vec {m}}\times {\vec {r}}}{r^{3}}}} ,
welches sofort als poloidales Feld erkennbar ist. Dabei ist {\displaystyle \mu _{0}} die magnetische Feldkonstante. Das damit verbundene Potential {\displaystyle \chi } ergibt sich aus der Multipolentwicklung zu
{\displaystyle \chi ({\vec {r}})=-{\frac {\mu _{0}}{4\pi }}\,{\frac {{\vec {m}}\cdot {\vec {r}}}{r^{3}}}}.
Falls sich Dipole außerhalb des Koordinatenursprungs befinden, so enthält das Feld auch Multipolmomente anderer Ordnungen.

### Radialer Dipol
Wenn der zuvor beschriebene radiale Dipol entlang des magnetischen Moments verschoben wird (d. h. das magnetische Moment liegt in Radialrichtung), so ändert sich das Vektorpotential in
{\displaystyle {\vec {A}}_{t}({\vec {r}})={\frac {\mu _{0}}{4\pi }}\,{\frac {{\vec {m}}\times \left({\vec {r}}-{\vec {c}}_{m}\right)}{\left|{\vec {r}}-{\vec {c}}_{m}\right|^{3}}}={\frac {\mu _{0}}{4\pi }}\,{\frac {{\vec {m}}\times {\vec {r}}}{\left|{\vec {r}}-{\vec {c}}_{m}\right|^{3}}}}.
Das zugehörige Potential {\displaystyle \chi } ist
{\displaystyle \chi ({\vec {r}})=-{\frac {\mu _{0}}{4\pi }}\,{\frac {{\vec {m}}\left({\vec {r}}-{\vec {c}}_{m}\right)}{\left|{\vec {r}}-{\vec {c}}_{m}\right|^{3}}}}.

### Tangentialer Dipol
Das bedeutet, dass aus radialen Dipolmomenten ausschließlich ein poloidales Feld erzeugt werden kann. Für die Erzeugung toroidaler Komponenten müssen tangentiale magnetische Momente beteiligt sein.
{\displaystyle {\vec {A}}({\vec {r}})={\frac {\mu _{0}}{4\pi }}\,{\frac {{\vec {m}}\times \left({\vec {r}}-{\vec {c}}_{\perp m}\right)}{\left|{\vec {r}}-{\vec {c}}_{\perp m}\right|^{3}}}={\frac {\mu _{0}}{4\pi }}\,{\frac {{\vec {m}}\times {\vec {r}}-\left({\vec {m}}\times {\vec {c}}_{\perp m}-\left(\left({\vec {m}}\times {\vec {c_{\perp }m}}\right){\vec {e_{r}}}\right){\vec {e_{r}}}\right)}{\left|{\vec {r}}-{\vec {c_{\perp m}}}\right|^{3}}}-{\frac {\mu _{0}}{4\pi }}{\frac {\left(\left({\vec {m}}\times {\vec {c_{\perp m}}}\right){\vec {e_{r}}}\right){\vec {e}}_{r}}{\left|{\vec {r}}-{\vec {c}}_{\perp m}\right|^{3}}}}.
Der erste Summand stellt den poloidalen Teil des Feldes dar, der zweite den toroidalen Anteil.
{\displaystyle {\vec {A}}_{t}({\vec {r}})=-{\frac {\mu _{0}}{4\pi }}{\frac {\left(\left({\vec {m}}\times {\vec {c}}_{\perp m}\right){\vec {e_{r}}}\right){\vec {e}}_{r}}{\left|{\vec {r}}-{\vec {c}}_{\perp m}\right|^{3}}}}
Legt man das magnetische Moment auf die z-Achse und den Dipol selbst auf die x-Achse, so erhält man
{\displaystyle {\vec {B}}_{t}=\operatorname {rot} {\vec {A}}_{r}=\operatorname {rot} \left(\Psi {\vec {e}}_{r}\right)={\frac {\mu _{0}m\,c_{\perp m}}{4\pi }}\operatorname {rot} \left({\frac {y}{r^{2}\left|{\vec {r}}-{\vec {c_{\perp m}}}\right|^{3}}}{\vec {r}}\right)}
Radiale und tangentiale Dipole können als Basis zum Aufbau des Magnetfeldes dienen. D. h. zusammen mit räumlichen Drehungen der Basiselemente lässt sich jede magnetische Konfiguration erstellen. Wenn man also für beide Dipole Potentiale {\displaystyle \psi } und {\displaystyle \chi } bestimmt, kann man für jede Konfiguration die Gesamtpotentiale errechnen.

## Anwendung
- Toroidale Magnetfelder werden in Kernfusionsanlagen für den Einschluss des Fusionsplasmas verwendet, siehe Fusion mittels magnetischen Einschlusses oder Tokamak.
- In der Geo- oder Heliodynamik und real in Erde und Sonne treten poloidale und toroidale Magnetfelder auf.
- Bei der numerischen Lösung der MHD-Gleichungen mit sphärischen Begrenzungen bieten sich Spektralverfahren auf Basis poloidaler und toroidaler Funktionen an.
- Sendemasten senden im Nahfeld toroidale Magnetfelder und poloidale elektrische Felder aus, Ferritantennen (Magnetantennen) hingegen poloidale Magnetfelder und toroidale elektrische Felder.